# Gadana

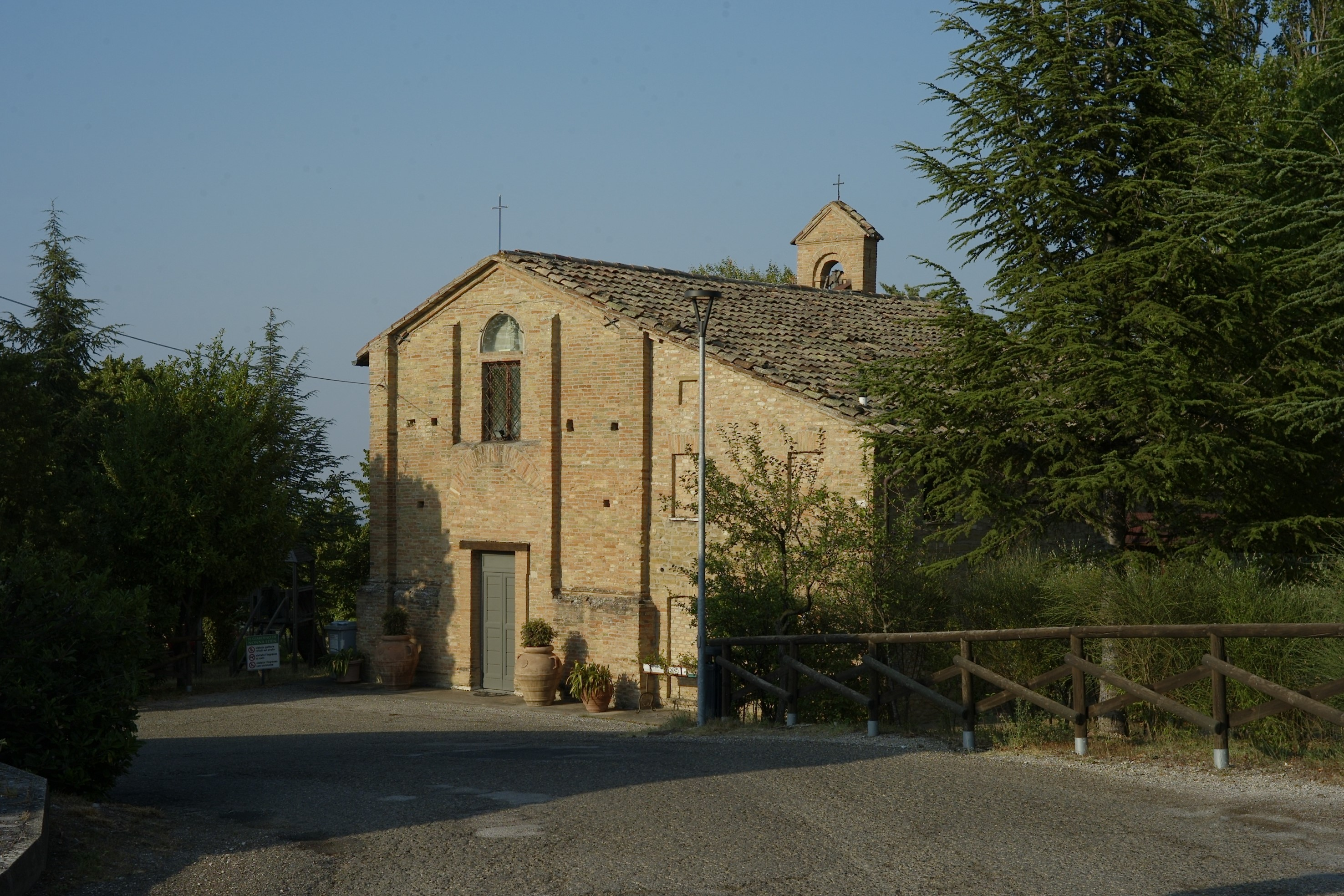
La chiesa di Santa Maria Assunta di Valdazzo.

Gadana è una località del comune di Urbino, in provincia di Pesaro e Urbino, nelle Marche.

## Geografia fisica
È situata sul crinale di una collina a nord-ovest di Urbino. Gadana è una delle località più vicine ad Urbino capoluogo. È uno dei centri abitati più popolosi (730 abitanti nel 2018) dell'intero territorio comunale, grazie alla notevole crescita demografica iniziata nella seconda metà del XX secolo.

## Monumenti e luoghi d'interesse

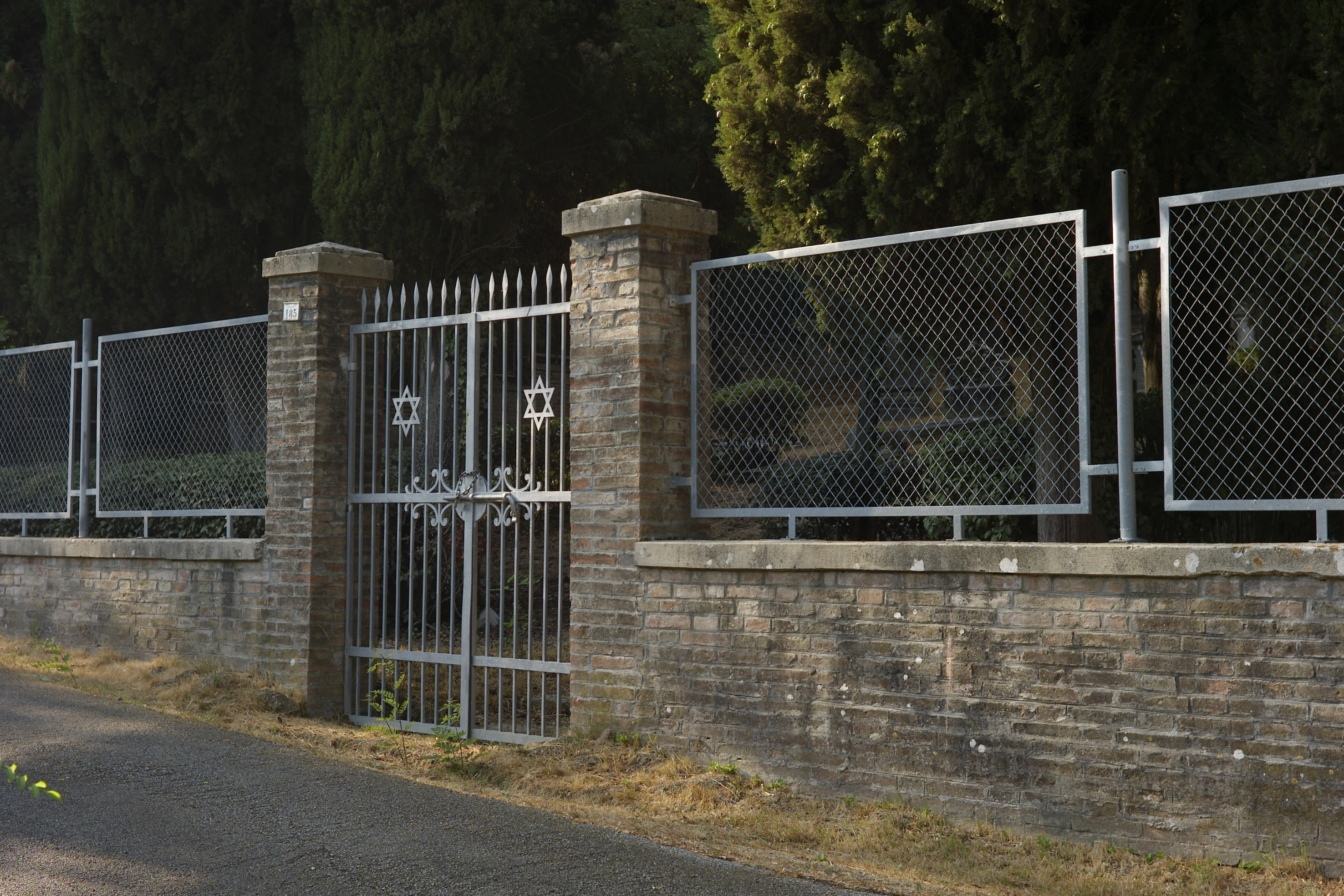
L'ingresso del cimitero ebraico

Chiesa parrocchiale di Santa Maria Assunta di Valdazzo
Sorge al centro dell'abitato. Verso il 1069, nel sito odierno esisteva una Cappella di Santa Marina di Lecceto, poi chiamata di Valdazzo. Nel XIII secolo la chiesa era dipendente dalla pieve di San Donato. Quella attuale fu edificata nel XV secolo, nel punto in cui avvenne un presunto miracolo, la Vergine apparve ad una pastorella muta e le ridiede la parola. Fu ricostruita nel 1711 da parte del sacerdote Lorenzo Sebastiani; subì ulteriori modifiche internamente nel 1766, quando passò ai Padri Filippini, i quali eressero l'attigua canonica. Successivamente l'acquisì la parrocchia di Santo Spirito, il cui parroco operò anch'esso delle modifiche, come la riduzione della chiesa per realizzare la canonica. Attualmente è una chiesa ad aula unica con un solo altare. La parrocchia è intitolata, oltre alla Vergine Assunta, anche a Sant'Antonio da Padova e a Santa Marina. Si tratta di una chiesa ad aula unica, che presenta sulla facciata superiore, entro una nicchia semicircolare, una statua della Madonna di Loreto. L'interno attuale è frutto di una ristrutturazione settecentesca, che ridusse la chiesa dalla pianta a croce latina in aula unica rettangolare, inoltre sulla parete di fondo, dietro all'altare vi è l'arco trionfale ogivale tamponato che segnava l'ingresso nell'antico presbiterio. Sempre all'interno, sulle pareti laterali, presenta una serie di piccole nicchie entro le quali vi sono le statue in terracotta degli Apostoli.
Chiesa di San Giovanni Battista in Campocavallo
Risale all'antica chiesa di San Giovanni in Val di Roveto o Silveto, eretta nell'XI secolo, dipendente dalla pieve di Sant'Egidio in Racintella. L'odierna denominazione (Campocavallo) deriva da una battaglia combattuta in loco tra Montefeltro e Malatesta. L'edificio fu ricostruito nel XIV secolo, anche se il portale fu poi rifatto a fine XVI secolo. Nella seconda metà del XVII secolo, in concomitanza con l'elevazione a Rettoria fu restaurata. Dopo due terremoti avvenuti nel XVIII secolo, la chiesa fu ricostruita ex novo. Mentre verso la metà del XIX secolo venne ampliata la canonica. Verso la metà del XX secolo la parrocchia fu aggregata a quella di Gadana. L'interno si presenta ad aula unica, con due altari (il maggiore e uno laterale) e due campate. In origine sull'altare maggiore vi era una pala di Timoteo Viti, raffigurante La Vergine Annunciata tra i Santi Giovanni Battista e Sebastiano, trafugata dai francesi a fine XVIII secolo e confluita nelle collezioni della Pinacoteca di Brera, al suo posto nella chiesa vi è una copia autenticata dell'originale.
Cimitero ebraico
Sorge su un colle, denominato appunto Monte degli Ebrei, 1 km ad ovest di Gadana. Il cimitero attuale risale al XIX secolo, nelle vicinanze del sito ve ne era uno più antico, abbandonato perché su un terreno instabile.

## Istruzione
Una scuola primaria, facente parte dell'Istituto Comprensivo Statale "Giovanni Pascoli".

## Economia
Nella località sono presenti alcune piccole attività industriali e terziarie; oltre ad uno stretto rapporto con l'economia del capoluogo comunale, data la sua vicinanza. Inoltre è abbastanza sviluppato anche il settore agricolo.

## Infrastrutture e trasporti
Il centro abitato è attraversato dalla Strada provinciale 9, che lo collega sia al capoluogo comunale sia alla sottostante valle del Foglia, e alle vicine frazioni di Castelcavallino (4,8 km) e Schieti (7,7 km). Inoltre è collegata alla frazione di Pieve di Cagna (8,5 km) dalla Strada Provinciale 67. Dista 4 km da Urbino.

## Strutture sportive
- Palestra PalaGadana